# NGC 518
NGC 518 è una galassia a spirale situata nella costellazione dei Pesci.

## Descrizione
La galassia ha una classe di luminosità I e presenta una larga riga a 21 cm dell'idrogeno neutro. È inoltre luminosa nel dominio dei raggi X.

## Scoperta
La galassia NGC 518 è stata scoperta il 17 dicembre 1864 dall'astronomo tedesco Albert Marth.

## Gruppo di NGC 470
NGC 518 fa parte del Gruppo di NGC 470, un raggruppamento che contiene almeno 13 galassie tra cui NGC 470, NGC 474, NGC 485, NGC 488, NGC 489, NGC 502, NGC 516, NGC 518, NGC 520, NGC 522, NGC 524, NGC 525 e NGC 532
Nel loro articolo comparso nel 2006, Sengupta e Balasubramanyam includono in questo gruppo altre 4 galassie luminose nel dominio dei raggi X, NGC 509, IC 101, IC 114 e CGCG 411-0458 (PGC 4994. 
NGC 509 e le ultime 3 galassie menzionate nella lista (IC 101, IC 114 e CGCG 411-058) sono localizzate nella stessa regione di cielo e si trovano a una distanza paragonabile a quella del gruppo di NGC 470. È pertanto ragionevole ritenere che facciano parte dello stesso raggruppamento di galassie.